# Demise (album)
Demise je druhé a poslední album české Oi! kapely Orlík.
V roce 1991 kapela zanikla a její bývalý zpěvák Daniel Landa se pustil na sólovou kariéru.

## Písně
1. Bílá liga 2:40
2. Dudy 2:16
3. S.O.S 3:23
4. Praděda 1:51
5. Dvojí metr 5:00
6. Skinhead (Tři sestry) 1:43
7. Minuta ticha 1:00
8. Boty 2:53
9. Zpráva pro tisk 2:36
10. Všem (který se nechaj utlačovat) 2:00
11. Prima večer 2:15
12. Ty vole, Láďo! 1:51
13. Zrůdy 2:07
14. Dokolečka 3:52
15. Terror 1:42
16. Naše krásná… 0:52

## Sestava skupiny
- Daniel Landa - zpěv
- David Matásek - kytara
- Jakub Maleček - baskytara
- Jan Limburský - bicí